# Blastospora hygrophilae
Blastospora hygrophilae är en svampart som beskrevs av Syd., P. Syd. & E.J. Butler 1912. Blastospora hygrophilae ingår i släktet Blastospora och familjen Mikronegeriaceae.   Inga underarter finns listade i Catalogue of Life.